# Долгополов, Владимир Михайлович
Влади́мир Миха́йлович Долгопо́лов (24 декабря 1961, Ленинград — 12 июня 2016, Санкт-Петербург) — советский и российский футболист, защитник. Мастер спорта СССР. Наиболее известен по выступлениям за ленинградский «Зенит», в его составе стал чемпионом СССР 1984 года.

## Карьера
До десяти лет занимался плаванием и гимнастикой. Футболу начал обучаться в СДЮСШОР «Зенит» (тренеры В. А. Колесников, Ю. А. Морозов). В 1978 году стал чемпионом СССР среди СДЮСШОР. Во второй половине сезона-1979 попал в «Зенит», в следующем году провёл в чемпионате 20 игр, стал бронзовым призёром. В 1984 году стал чемпионом СССР. Всего за клуб в 1980—1987 и 1989—1991 годах провёл 299 игр, из них 205 — в высшей лиге, 43 — в первой, 12 — в еврокубках. Играл на позиции либеро под № 7, мог выступать опорным полузащитником.
Сыграл за юношеские и молодёжные сборные 64 игры.
В «Зените» имел прозвище «Пушкин», в молодёжной сборной — «Авр».

### Стиль игры
Цепкий, прыгучий, техничный, одинаково уверенно играл на любом месте в линии обороны. Грамотно действовал позиционно, умело начинал контратаки, был полезен в подыгрыше партнёрам.—  Энциклопедия «Российский футбол за 100 лет». Октябрь 1997 года.
В 1988 году отслужил три или четыре месяца в воинской части под Выборгом, в пограничных войсках, дальнейшую службу проходил в московском «Динамо». В 1989 году вернулся в «Зенит». В середине 1992 года перешёл в финский клуб БК-ИФК из третьего по силе дивизиона. В сезоне 1993/94, до снятия клуба за два тура до конца чемпионата, провёл 9 игр в составе эстонского «Тевалте». В 1995 году играл за армянский «Капан-81». По возвращении в Санкт-Петербург выступал в составе мини-футбольного клуба «Самсон». В 2000 году по приглашению Юрия Герасимова провёл одну игру за «Локомотив» СПб — 4 августа вышел на замену на 88 минуте в матче первого дивизиона против читинского «Локомотива».
С 1995 года — менеджер в фирме «Адамант». В 2007—2009 годах работал в «Зените» начальником по работе с болельщиками, в 2009—2014 — менеджер по работе с ветеранами клуба.

## Личная жизнь
С первой женой Мариной прожил девять лет. Вторая жена (с 1991) — Наталья (1965—2014), работала бортпроводницей, есть дочь Дарья.

### Уголовное дело и смерть
В сентябре 2014 года Долгополов был задержан по подозрению в избиении жены, которая скончалась от тупой травмы живота и внутренней кровопотери. Ему было предъявлено обвинение по части 4 статьи 111 УК РФ — «Умышленное причинение тяжкого вреда здоровью, повлекшее по неосторожности смерть потерпевшего», он был заключён под стражу.
По данным «Росбалта», Долгополов вызвал скорую помощь утром 18 сентября, однако «было слишком поздно»; вскоре в адрес Долгополова возникли подозрения, после похорон жены он был задержан.
По версии правоохранительных органов, цитируемой в СМИ, Долгополов избил супругу после совместного употребления спиртного. Как сообщал LifeNews со ссылкой на источник в суде, на теле погибшей были обнаружены многочисленные ушибы и кровоподтёки от удара тупым предметом, сломаны рёбра. Перед смертью Наталья находилась в состоянии алкогольного опьянения. Как утверждалось позже, в ходе судебного процесса, — жена около десяти лет страдала алкоголизмом. «Чемпионат.com» в январе 2016 года сообщал, что Долгополов «в последние годы, судя по имеющейся информации, много пил».
В апреле 2015 года суд изменил меру пресечения Долгополову на домашний арест. В августе 2015 года суд по ходатайству защиты изменил меру пресечения на подписку о невыезде. Долгополов отрицал свою вину; также на его невиновности настаивал отец покойной. Как утверждал Долгополов, вечером 17 сентября 2014 года он смотрел матч Лиги чемпионов «Рома» — ЦСКА, затем спал, а утром обнаружил супругу без признаков жизни. Долгополов предполагал, что жена либо упала, либо кто-то напал на неё на улице. Дочь Долгополовых утверждала, что в семье никогда не было рукоприкладства.
21 января 2016 года Фрунзенским районным судом Долгополов был признан виновным и приговорён к 10 годам лишения свободы в колонии строгого режима. В приговоре суда отмечалось, что Долгополов причинил тяжкий вред здоровью супруги, нанеся «не менее одного удара неустановленным тупым предметом», однако не предвидел её смерти. Как сообщало издание «Петербургский дневник», защита и подсудимого, и потерпевшей стороны (отца Натальи Долгополовой) оказалась едина в отрицательной оценке приговора; была подана апелляция в вышестоящую инстанцию. 6 мая 2016 года Санкт-Петербургский городской суд оставил приговор в силе.
В колонию Долгополов отправиться не успел: его здоровье ухудшилось, и в конце мая 2016 года он перенёс инсульт. Был госпитализирован в больницу СИЗО «Кресты», а позднее переведён в больницу имени Ф. П. Гааза, где 12 июня 2016 года и скончался от ишемического инсульта. Похоронен 16 июня на Волковском кладбище.

## Достижения
- Чемпионат СССР:

Чемпион: 1984
Бронзовый призёр: 1980
- Финалист Кубка СССР: 1984
- Обладатель Кубка сезона: 1985